# 山住正己
山住 正己（やまずみ まさみ、1931年1月30日 - 2003年2月1日）は、日本の教育学者、東京都立大学名誉教授。父は戦前期の大蔵官僚である山住克己。

## 経歴
東京都出身。東京大学教育学部卒。同大学院を経て、1959年日本女子経済短期大学講師、1960年「わが国初等教育における唱歌教育成立過程にかんする研究」で東大教育学博士。1972年東京都立大学人文学部助教授、1981年教授、1993年から1999年まで同学長、1994年定年退官。教育科学研究会委員長。音楽教育を専門としたが、教科書問題や日の丸・君が代問題でも発言し、市民運動にも取り組んだ。また、日教組の教研集会に助言者として協力した。
2003年2月1日、肺炎のため東京都新宿区の病院で死去。72歳没。

## 著書
- 音楽と教育 国土社 1966 (教育科学選書)
- 唱歌教育成立過程の研究 東京大学出版会 1967
- 教育の復権 教育課程と教科書 国土社 1968 (国土新書)
- 現代日本の教育と文化 福村出版 1970
- 教科書 1970 (岩波新書)
- 教科書と教師の責任 国土社 1971 (国土新書)
- 教育入門 本と人と問題と 東京大学出版会 1972 (UP選書)
- 教育とはなにかを求めて 草土文化 1976
- 中江藤樹 朝日新聞社 1977.10 (朝日評伝選)
- 教育内容と日本文化 青木書店 1977.12 (青木教育叢書)
- 教育勅語 1980.3 (朝日選書)
- 教育史に学ぶ  新日本出版社 1981.6 (新日本新書)
- 社会科教育の出発 「文部省著作社会科教科書」解説 日本図書センター 1981.6
- 学校教科書 1982.9 (朝日選書)
- PTAで教育を考える "眠れる獅子"をゆり起こす 晩成書房 1982.5
- 教科書問題とは何か 1983.9 (岩波ブックレット)
- 「教育」の同時代史 平凡社 1984.11
- 教育の危機 すずさわ書店 1984.11
- 日本教育小史 近・現代　1987.1 (岩波新書)
- 日の丸・君が代問題とは何か 大月書店 1988.6
- 学習指導要領と教科書 1989.8 (岩波ブックレット)
- 学校と日の丸・君が代 1990.10 (岩波ブックレット)
- 本を読む・教科書を読む 労働旬報社 1992.8
- 子どもの歌を語る 唱歌と童謡 1994.9 (岩波新書)
- 大学で教育と文化を語る 東京都立大学総長発言集 エイデル研究所 1995.8
- 教育のための想像力 大月書店 1996.11
- 送る言葉迎える言葉 大学・高校の卒業式・入学式で 1997.2 (岩波ブックレット)
- 戦争と教育 四つの戦後と三つの戦前 1997.11 (岩波セミナーブックス)
- 點鬼簿 先達を偲び、先達に学ぶ 国土社 2001.3

## 共編著
- 日本の子どもの歌 歴史と展望 園部三郎共著 1962 (岩波新書)
- 検定とのたたかい 教科書裁判における「家永三郎証言」 浪本勝年共編著 総合図書 1969
- 洋楽事始 音楽取調成績申報書 伊沢修二（校註）平凡社 1971 (東洋文庫)
- 子育ての書 全3巻 中江和恵共編 平凡社 1976 (東洋文庫)
- 教育理念 堀尾輝久共著 東京大学出版会 1976 (戦後日本の教育改革)
- 学校教育と住民自治 総合労働研究所 1977.4 (教育を考えるシリーズ)
- 史料日本の教育 神田修共編 学陽書房 1978.7
- いま教科書を 晩声社 1981.12
- 教科書と子どもたちの未来 すずさわ書店 1981.12
- 岩波教育小辞典 五十嵐顕、大田堯、堀尾輝久共著　岩波書店　1982.2
- 歴史を学校でどう教えるか 永原慶二共著 1988.2 (岩波ブックレット)
- 日本近代思想大系 6 教育の体系 /校注 岩波書店 1990.1
- どうする「日の丸・君が代」教育 労働旬報社 1990.8 (シリーズ・これからの教育)
- あなたは君が代を歌いますか 日の丸・君が代問題と学校教育 国土社 1990.12 (『教育』別冊)
- 福沢諭吉教育論集 1991.3 (岩波文庫)
- 小学校教科書を読む 新検定をへて 俵義文共著 1992.1 (岩波ブックレット)
- 文化と教育をつなぐ 国土社 1994.7
- 新編綴方教室 豊田正子 1995.7 (岩波文庫)